# 日下部金兵衛
日下部 金兵衛（くさかべ きんべえ、天保12年10月12日 / 同年10月15日
（1841年11月24日 / 同年11月27日） - 昭和7年4月19日（1932年4月19日）/ 昭和9年4月19日（1934年4月19日））は日本の写真家。顧客に外国人が多かったため、仕事上では名字の日下部よりも、発音しやすい名前の金兵衛を用いることが多かった。甲斐国（山梨県）出身。

## 経歴
甲斐国の甲府町（現・山梨県甲府市）に生まれる。1863年（文久3年）頃から、横浜のフェリーチェ・ベアトのスタジオで写真の着色技師として働き始めた。1867年（慶応3年）にはベアトの弟子として上海に撮影に出かけている。ベアトが写真の世界から引退すると、ベアトの弟子でもあったライムント・フォン・シュティルフリートの下で働いた。
1881年（明治13年）頃に独立し、横浜の弁天通に写真スタジオ「金幣写真」を開設、まもなく日の出町にも支店を出した。独立直後は「写真商」と称していたが、数年後には「写真家」と改めている。本店は1890年（明治22年）頃に本町通1丁目7番に移動した。さらに芝や銀座にも支店を開設した。1885年（明治17年）頃、ベアトとシュティルフィールト、および内田九一が撮影したネガを引き継いだ。彼らの写真のうち、外国人の土産用の写真は「横浜写真」と呼ばれ、金兵衛自身もセミヌード写真を売り、中には顔をコラージュしているものもある。また、長崎の上野彦馬のネガもいくらか引き継いでいる。
1891年の濃尾地震の際に小藤文次郎が論文に掲載した根尾谷断層の有名な写真は、日下部が撮影したという説がある。
1904年（明治36年）のセントルイス万国博覧会に作品を出展、1906年（明治38年）に本店が火災で焼失したが、直後に再建した。
彼のアルバムのほとんどは、アコーディオン方式で作成されており、螺鈿細工や蒔絵を表紙に施した豪華なもので、現在では「金幣アルバム」などとも称される。
1912年（大正元年）に写真の世界から引退、金幣写真館もその2年後に営業を停止した。晩年は日本画を描いて余生を送り、1932年（昭和7年）4月19日、92歳で神戸市内にある孫の家で死亡。その後、遺体は横浜市にある久保山霊堂に埋葬された。

## 伝記
- 中村啓信著「明治時代カラー写真の巨人 日下部金兵衛」国書刊行会（2006年）。ISBN: 978-4336047724

## ギャラリー

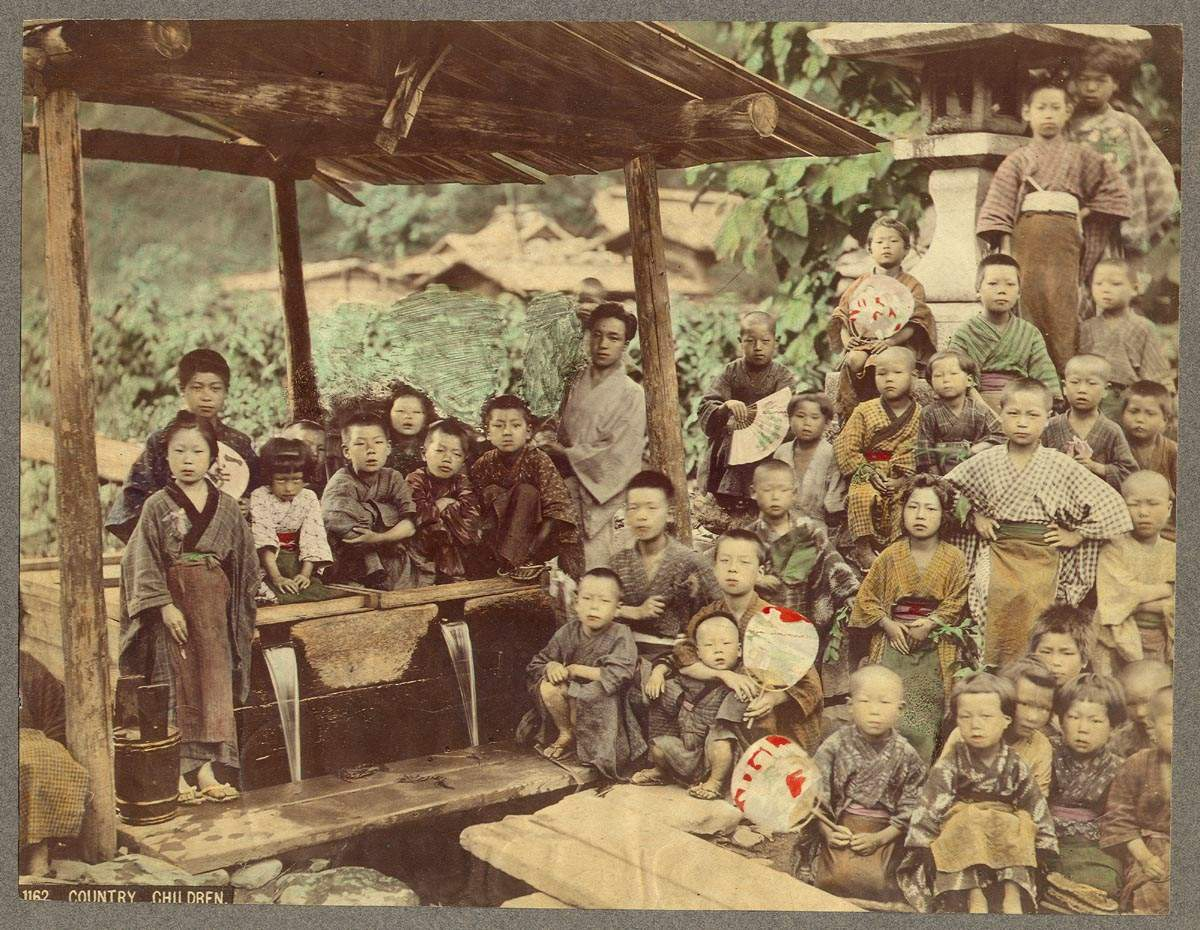
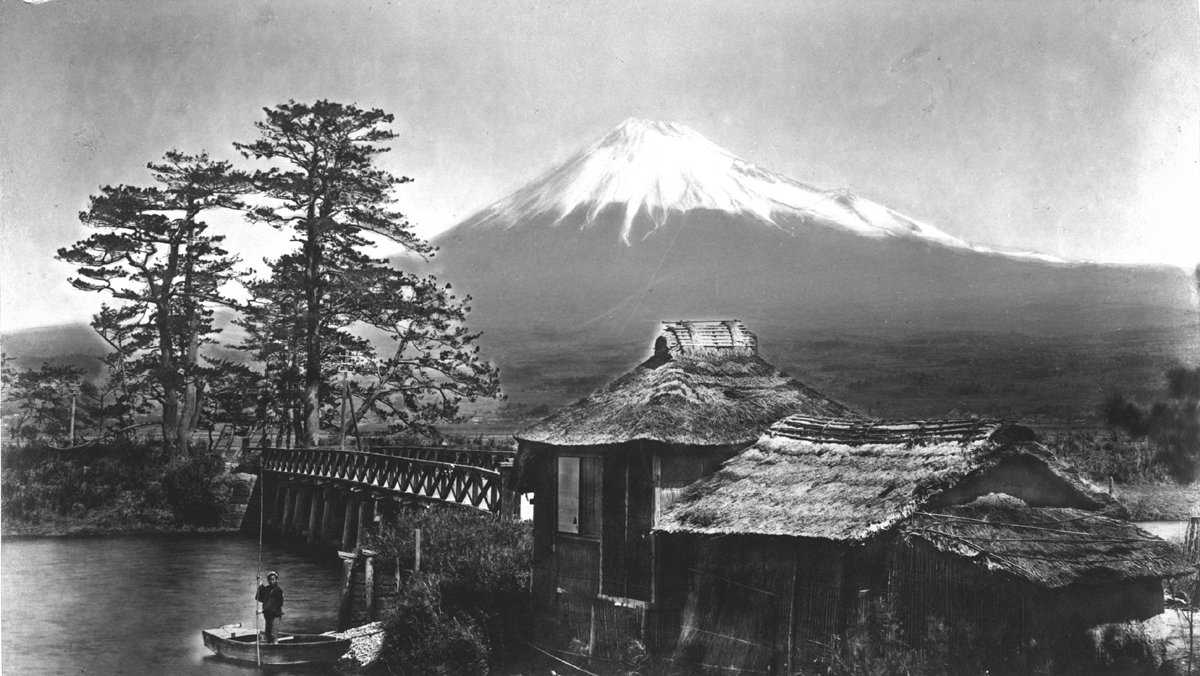
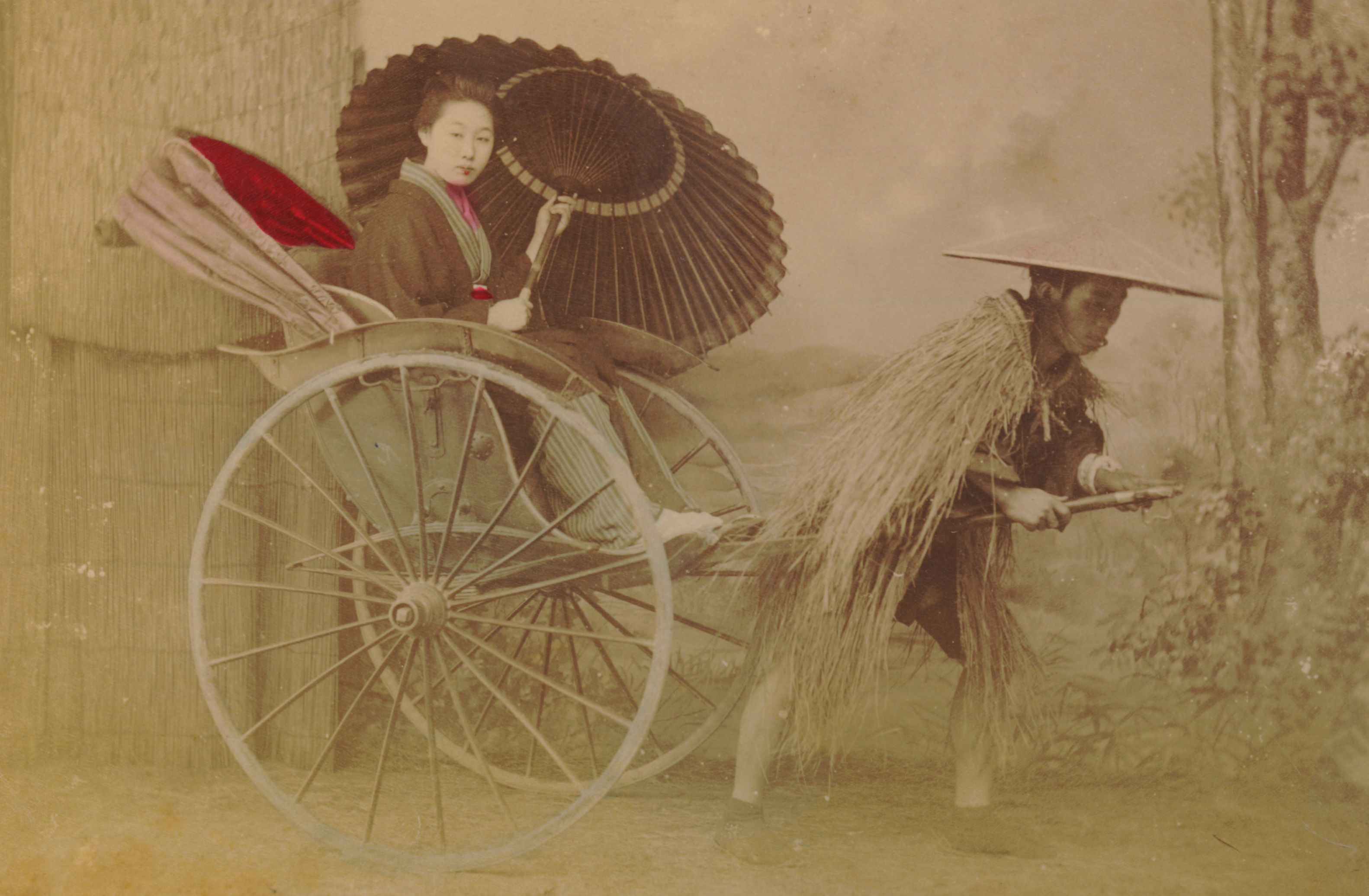
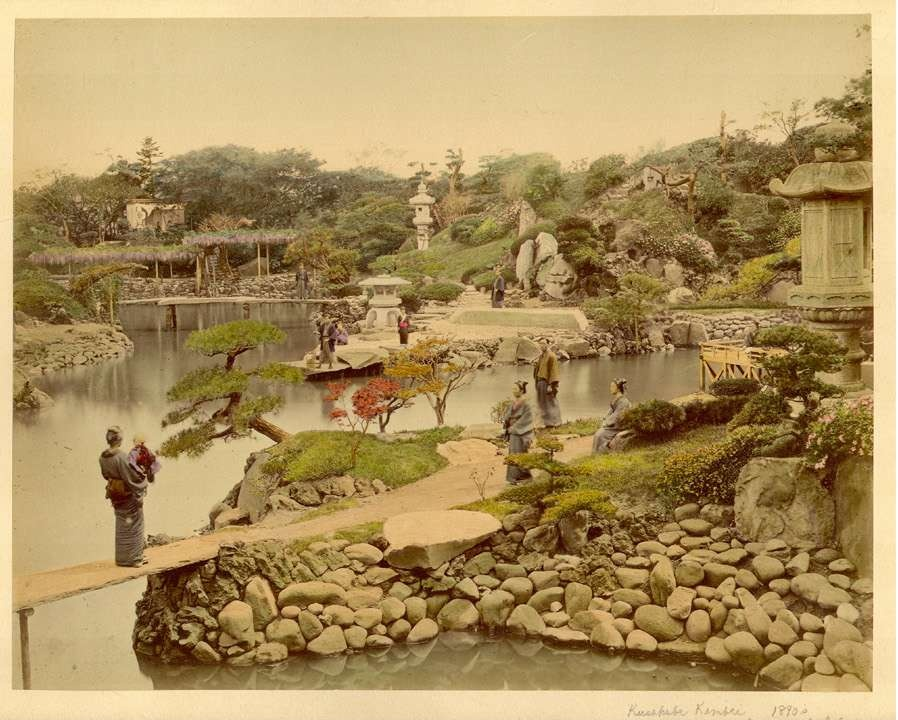
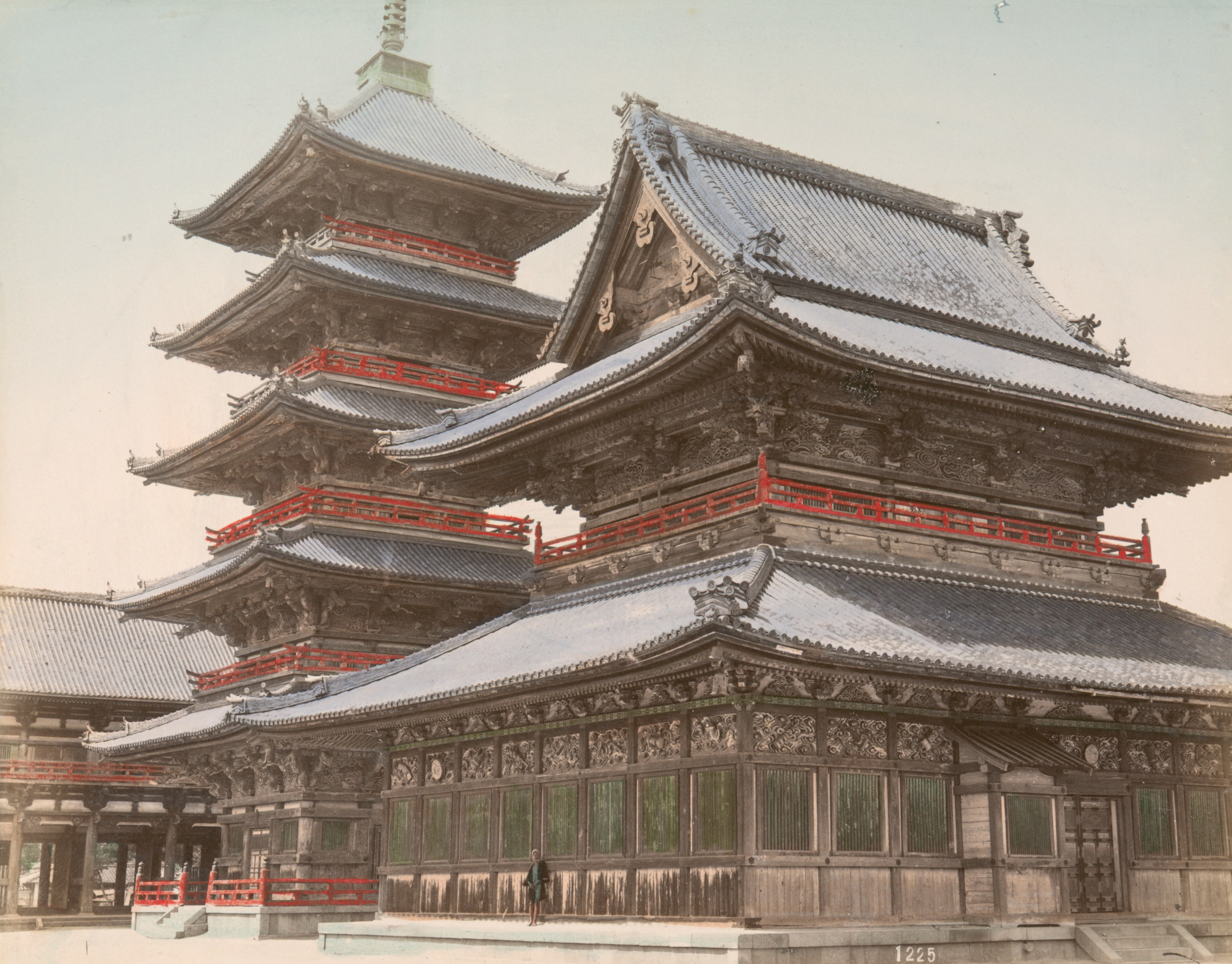